# Ormskirk
Ormskirk – miasto w północno-zachodniej Anglii (Wielka Brytania), w hrabstwie Lancashire, w dystrykcie West Lancashire, położone około 20 km na północny wschód od Liverpoolu, około 15 km od wybrzeża Morza Irlandzkiego. W 2011 roku liczyło 24 073 mieszkańców.